# Ferrari F1-2000
De Ferrari F1-2000 was de auto van Scuderia Ferrari voor het Formule 1 seizoen van 2000. De coureurs van de F1-2000 waren Michael Schumacher en Rubens Barrichello. Er werden 10 races gewonnen, 9 door Schumacher en 1 door Barrichello. De overwinning van Barrichello was zijn eerste Grand Prix-overwinning in de Formule 1. Schumacher haalde met deze auto het kampioenschap binnen. Daarnaast won Ferrari met de F1-2000 de constructeurstitel van 2000. Het was de eerste coureurstitel voor Ferrari sinds 1979.
De F1-2000 beschikt over een V10 met een cilinderinhoud van ongeveer drie liter en heeft een vermogen van 805 pk.

## Formule 1-resultaten
| Resultaat                     |
| ----------------------------- |
| Winnaar                       |
| Tweede plaats                 |
| Derde plaats                  |
| Gefinisht (punten)            |
| Gefinisht (geen punten)       |
| Niet geklasseerd (NC)         |
| Uitgevallen (DNF)             |
| Niet gekwalificeerd (DNQ)     |
| Gediskwalificeerd (DSQ)       |
| Niet gestart (DNS)            |
| Gewond (INJ)                  |
| Uitgesloten (EX)              |
| Teruggetrokken (WD)           |
| Niet deelgenomen (blanco cel) |
| vetgedrukt (pole position)    |
| cursief (snelste ronde)       |

| Jaar | Chassis         | Motor       | Banden | Coureurs           | 1   | 2   | 3   | 4   | 5   | 6   | 7   | 8   | 9   | 10  | 11  | 12  | 13  | 14  | 15  | 16  | 17  | Punten | WK-plaats |
| ---- | --------------- | ----------- | ------ | ------------------ | --- | --- | --- | --- | --- | --- | --- | --- | --- | --- | --- | --- | --- | --- | --- | --- | --- | ------ | --------- |
| 2000 | Ferrari F1-2000 | Ferrari V10 | B      |                    | AUS | BRA | SMR | GBR | SPA | EUR | MON | CAN | FRA | OOS | DUI | HON | BEL | ITA | USA | JPN | MAL | 170    | Goud      |
| 2000 | Ferrari F1-2000 | Ferrari V10 | B      | Michael Schumacher | 1   | 1   | 1   | 3   | 5   | 1   | DNF | 1   | DNF | DNF | DNF | 2   | 2   | 1   | 1   | 1   | 1   | 170    | Goud      |
| 2000 | Ferrari F1-2000 | Ferrari V10 | B      | Rubens Barrichello | 2   | DNF | 4   | DNF | 3   | 4   | 2   | 2   | 3   | 3   | 1   | 4   | DNF | DNF | 2   | 4   | 3   | 170    | Goud      |
| Jaar | Chassis         | Motor       | Banden | Coureurs           | 1   | 2   | 3   | 4   | 5   | 6   | 7   | 8   | 9   | 10  | 11  | 12  | 13  | 14  | 15  | 16  | 17  | Punten | WK-plaats |

### Eindstand coureurskampioenschap

#### 2000
- Michael Schumacher: 1e (108 pnt)
- Rubens Barrichello: 4e (62 pnt)